# Estación de Eda (Prefectura de Kanagawa)
Eda (江田駅 Eda-eki?) es una estación de pasajeros propiedad de la compañía Tokyu, que da servicio a la Línea Den-en-toshi. Se localiza en Yokohama, prefectura de Kanagawa. Su código es DT17.

## Historia
El 1 de abril de 1966 se inaugura la estación tras ampliarse la línea Den-en-toshi hasta la estación de Nagatsuta . El 29 de marzo de 2018 se instalan las puertas de andén en los andenes 2 y 4.

## La estación
Se trata de una estación elevada que cuenta con una plataforma de isla que da servicio a dos vías. Las vías exteriores son usadas por los trenes del servicio exprés que no efectúan parada en Eda.

## Servicios ferroviarios
| procedencia/destino    | < estación | Línea | estación > | destino/procedencia                 |
| ---------------------- | ---------- | ----- | ---------- | ----------------------------------- |
| Nagatsuta・Chuo-rinkan | Ichigao    |       | Azamino    | Shibuya・Oshiage(Skytree)・Kasukabe |

## Galería de fotos

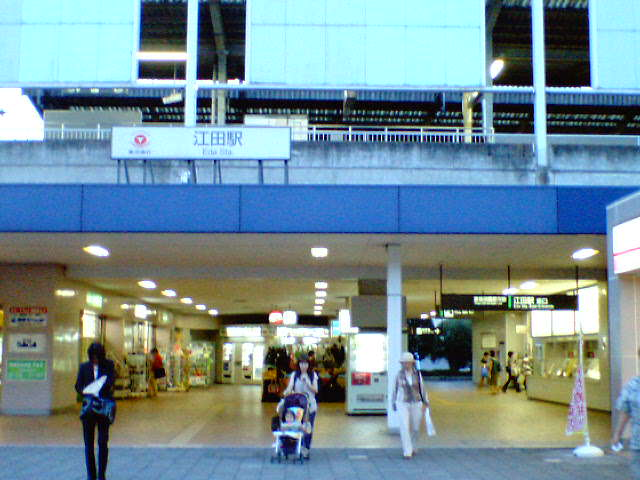
Acceso este (agosto de 2004)
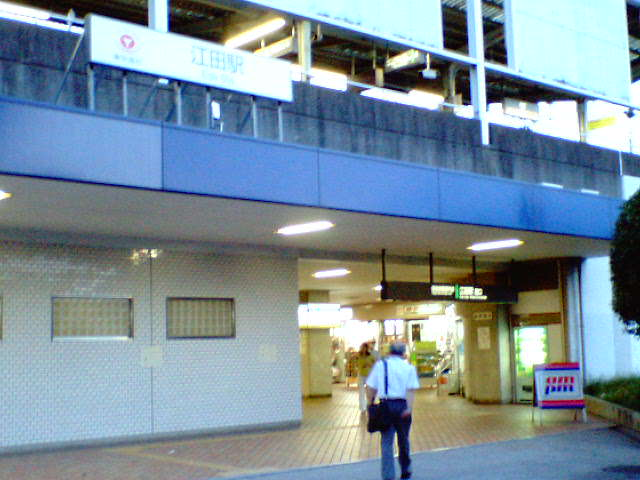
Acceso oeste (agosto de 2004)
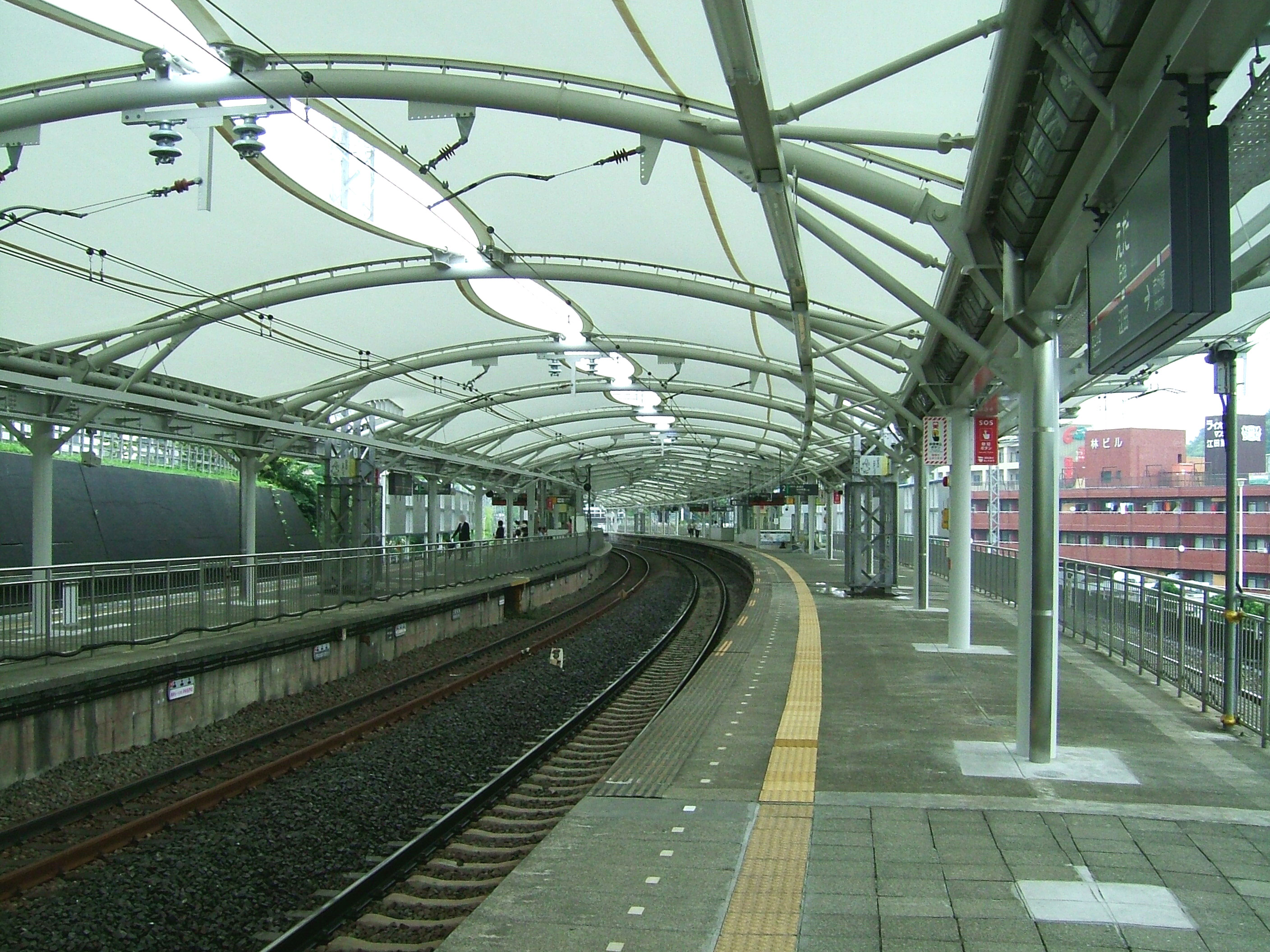
Andén (agosto de 2008)
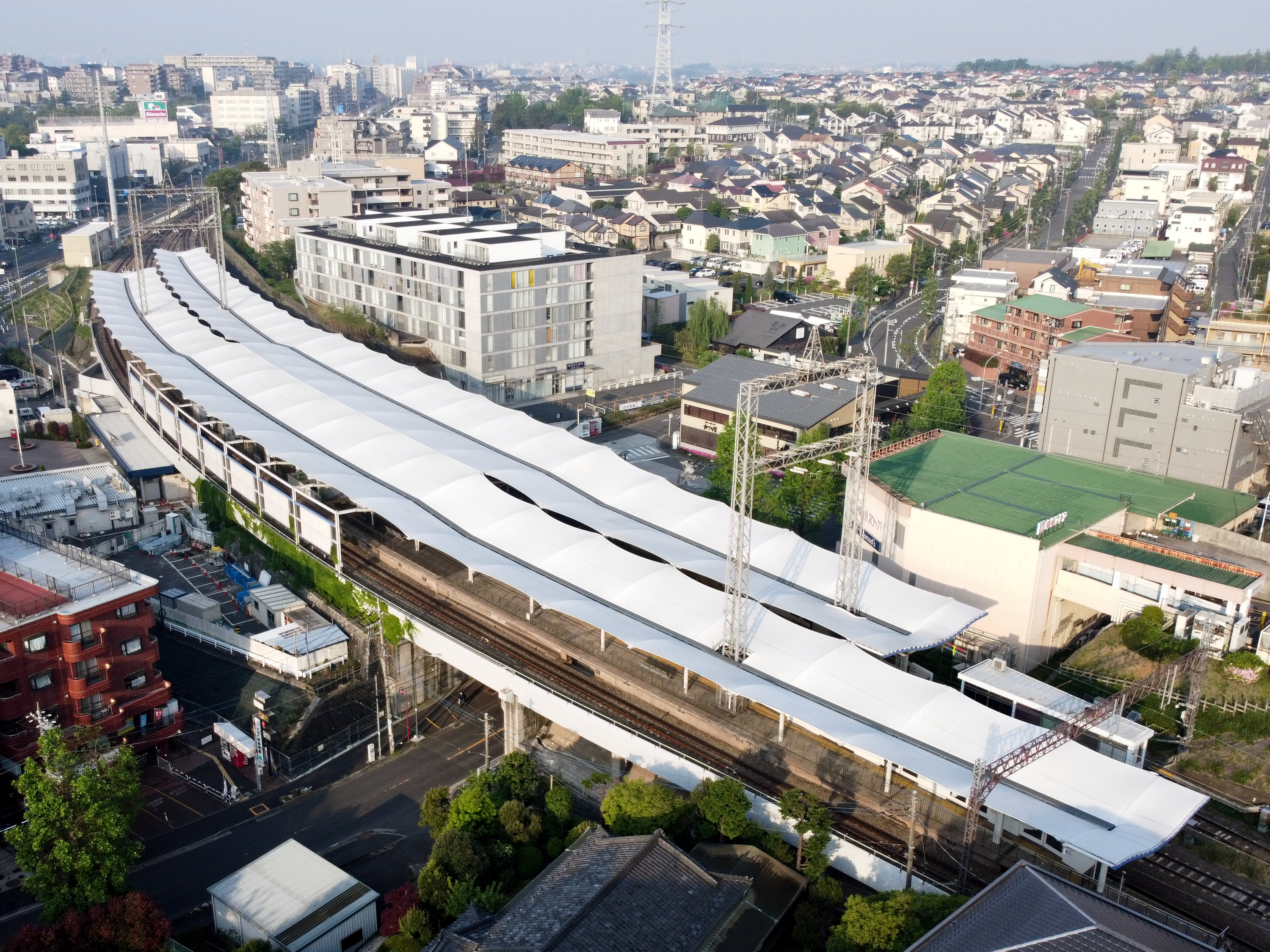
Vista panorámica de la estación (mayo de 2020)